# کودک و نقاشی

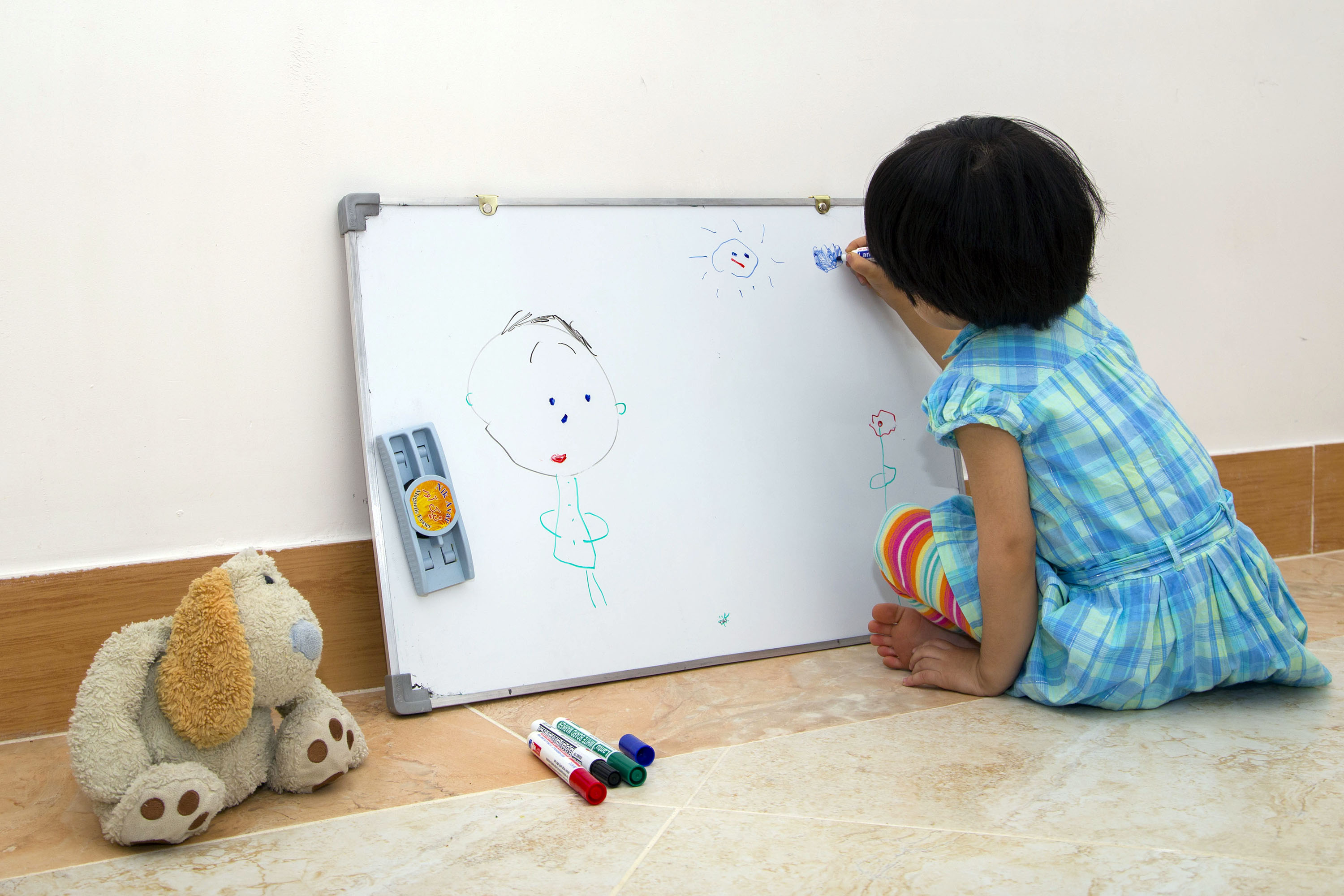
کودکی در حال کشیدن نقاشی بر روی تخته وایتبرد

کودک و نقاشی

## اولین وسیله آموزش
یکی از راه‌ها و وسایل پرورش کودکان که معمولاً کمتر مورد توجه قرار می‌گیرد ولی قبل از هر وسیله و پیش ازهر چیز دیگر می‌تواند به آموزش کمک کند نقاشی است. رنگ و تصویر بیش از هر چیز دیگر ذهن بچه را متوجه خود می‌کند و در عین حال وسیله‌ای است که بچه قبل از هر چیز می‌تواند به خلق آن بپردازد. برای درک رنگ و تصویر کافی است که چشم بببیند و برای خلق ان کافی است که بچه دست در رنگ کند و آن را بر در و دیوار یا روی هر چه که دم دستش باشد حتی به سر و صورت و لباس خود بمالد. اگر نقاشی عمیق‌ترین وسیله آموزش کودک نباشد می‌توان گفت یکی از مهمترین و اولین وسیله آموزش اوست.

## بررسی نقاشی کودکان
درتحلیل و بررسی آثار کودکان و بزرگسالان، بنای کار می‌باید براساس شرایط زیست و زندگی اجتماعی شان باشد. تنها از این رهگذراست که می‌توان معلوم کرد زندگی روزانه چه اثری در کار آنان به جای گذارده است. درمورد کودکان، این کار اسان است. زیرا کودکان به سادگی از زندگی عادی روزانه و همچنین از خواست‌ها و آرزوهایشان، یعنی زندگی ذهنیشان متأثر می‌شوند. آن‌ها بدون تشویش و هراس آنچه را که حس می‌کنند و برایشان جالب است و آنچه که در سردارند با صداقتی آشکار و ساده شرح می‌دهند و به روشنترین وجهی استعدادهای نهفته خود را نمایان می‌سازند. تنها باید به آن‌ها کمک کرده تا کمتر تحت تأثیر محیط ساختگی خارج از زندگی خویش قرار گیرد.
اگر کودکی را همراه خود به صحرا یا کوه یا باغ وحش و پارک ببریم و از او بخواهیم آنچه دیده نقاشی کند، نقاشی او درست برعکس آنچه دیده است خواهد بود... ممکن است که کودکان در لحظه اول شکل ظاهری چیزی را در نقاشی نشان ندهند ولی اگر به همان نقاشی درست و دقیق نگاه کنیم مجموعه‌ای واحداست، و آیینه‌ای است از روح و واقعیتی از فکر کودک نقاش.
در حقیقت می‌توان گفت که در نقاشی کودکان خود نقاشی مطرح نیست بلکه موضوعی کودک دربارهٔ آن نقاشی کرده و توضیحاتی که دربارهٔ ان می‌دهد، مطرح است واهمیت دارد.

## خانه
در نقاشیهای کودکان خانه بیش از هرچیز دیگری کشیده می‌شود. در شروع کار معمولاً خانه به صورت یک مربع که بر بالای آن یک مثلث قرار دارد، و سپس دیوارهای اطراف خانه کشیده می‌شود.
خانه نماد پناهگاه و هسته اصلی و گرمی خانواده ایست که ممکن است مورد علاقه یا تنفر کودک باشد. خانه‌هایی که کودکان ترسیم می‌کنند ممکن است دارای باغچه و گل و درهای بزرگ و پنجره و پرده‌های رنگین باشد. چنین خانه‌ای، نماد یک زندگی سعادتمند است که کودک در آن احساس آرامش می‌کند. بر عکس اگر، خانه‌ای بدون در ورودی، با دیوارهایی بلند و به گونه‌ای منزوی و دور افتاده ترسیم شود معنای متفاوتی پیدا می‌کند. مثلاً اگراین خانه بین سنین ۵ تا ۸ سالگی ترسیم شود نشانگر خجالتی بودن کودک و وابستگی شدید او به مادر است. بعد از ۸ سالگی نشانگر احساس خود کوچک بینی و تنهایی کودک ودرنوجوانی نشانگر شرم و حیای بیش ازحد، و داشتن احساسات رقیق است.

## درخت
بسیاری از روانشناسان از درخت به عنوان موضوعی جهت شناخت شخصیت کودک استفاده کرده‌اند. برای تجزیه و تحلیل نقاشی درخت باید سه قسمت اصلی آن را مشخص کرد که عبارتند از ریشه، تنه، شاخه و برگ‌ها.
ریشه که در زمین فرو رفته و درخت از آن غذا دریافت می‌کند، نماد ناخودآگاه و فشارهای غریزی است تنه پرثبات‌ترین و مشابه‌ترین عامل به خود کودک است، بنابراین بیانگر مشخصات دایمی و عمیق شخصیت اوست. شاخه‌ها و برگ‌ها بیانگر طریق ارتباطی او با دنیای خارج است.
مثلاً تنه درخت ممکن است کوتاه یا بلند کشیده شود، بچه‌ها در سنین قبل از دبستان تنه درخت را بلند ترسیم می‌کنند، ولی بعد از این سن، بلند بودن تنه درخت اغلب نشانگر عقب افتادگی فکری یا بیماری‌های عصبی یا آرزوی بازگشت به دنیای کوچکی و قبل ازمدرسه است. برعکس اگر تنه درخت کوتاه کشیده شود، نشانگر جاه طلبی و بلند پرواز بودن کودک است. تنه درخت ممکن است صاف یا کج کشیده شود که درحالت دوم نشانگر عدم ثبات کودک است.
شکل شاخه‌ها و برگ‌ها یا قسمت‌های بالای درخت نیز دارای معانی مختلفی است. به عنوان مثال شکل منظم شاخه‌ها نشان می‌دهد که کودک کمتر به تمایلاتش متکی است و بیشتر به نتیجه گیری‌های منطقی دست می‌زند یا بالعکس شکل نامنظم و درهم شاخه‌ها بیانگر این است که با کودکی بلغمی مزاج و در خود فرو رفته که آمادگی هیچ گونه تغییر و تحولی را ندارد روبرو هستیم. گاهی نیز درختی که کودک ترسیم می‌کند فاقد شاخه است که این امر نشانگر عدم گسترش استدلال و تفکر منطقی و درگیر بودن فرد با عالم رویاست. برگ‌ها نیز برحسب چگونگی ترسیم آن، تعابیر مختلفی دارند. مثلاً ترسیم برگ‌های منظم ویک شکل مخصوص کودکی است که مسایل را به سادگی می‌فهمد و قادر به ارتباط با دیگران است؛ یا نشان دادن برگ‌ها به صورت هاله‌ای سبز رنگ در اطراف شاخه‌ها، تمایل کودک به تأثیرگذاری و تسلط بیشتر بر روی محیط را نشان می‌دهد. برگ‌های پاییزی یا برگ‌های در حال ریخته شدن بیشتر در نقاشی‌های نوجوانان و کودکان منزوی دیده می‌شود. چنین ترسیمی از برگ، مانند هر حرکت پایین رونده دیگر، مبین یاس و سرخوردگی تلقی می‌شود.

## خورشید
خورشید به علت نقش مهمی که بر عهده دارد و نیز تلالو آن، در نقاشیهای بیشتر کودکان دیده می‌شود. تصویر خورشید بیانگر امنیت، خوشحالی، گرما، قدرت و به نظر بعضی پژوهشگران نماد پدر مطلوب است. وقتی رابطه پدر و کودک خوب است خورشید به‌طور کامل و در حال درخشیدن نمایش داده می‌شود هنگامی که این ارتباط مطلوب نیست خورشید در پشت کوه ناپدید است ویا به صورت قوسی در افق دیده می‌شود و اگر کودک از پدرش هراس داشته باشد، خورشید به رنگ قرمز تند یا سیاه که مضطرب‌کننده است ترسیم می‌شود.
با وجود این نحوه نمایش خورشید – مانند سایر موضوع‌های نقاشی ممکن است به حال و حوصله لحظه‌ای کودک و نه به تفاهم و عدم تفاهم بین کودک و پدر بستگی داشته باشد؛ بنابراین قبل از هر قضاوت و تعبیری در این مورد، بهتر است چندین نقاشی یک کودک را مورد بررسی قرار داد تا معلوم شود آیا این پدیده مرتب تکرار می‌شود یا خیر. وآنگاه به تجزیه و تحلیل آن پرداخت.

## حیوانات
اگر کودک به دلیلی جز اینکه، در محیط زندگی حیوانی دیده باشد یا خودش حیوانی داشته باشد یا اصولا حیوانات را دوست داشته باشد، حیوانی را نقاشی کند (معمولاً حیوانات وحشی) ممکن است به دلیل احساس گناه وتقصیری باشد که کودک در موقعیت خاص حس کرده باشد و چون جرأت آن را ندارد که گناه خود را ترسیم کند ترجیح می‌دهد احساسات وعادات وتمایلات خود را در قا لب تصویر حیوانی نشان بدهد، درست مانند زمان بازی با عروسک‌هایش که برایش جالب وبسیار جذاب است. زیرااو می‌تواند آزادانه هر چه دلش می‌خواهد از زبان عروسک‌ها یش بیان کند، بی‌آنکه خود احساس گناه کند.

## اتومبیل
درجوامع امروزی ماشین نماد قدرت است و به همین دلیل درنقاشی‌های کودکان (مخصوصأ) پسرها زیاد دیده می‌شود. به نظر «لونی» که آزمایش ترسیم ماشین را ابداع کرد، نوجوانان درسن بلوغ از کشیدن تصویر انسان خود داری می‌کنند؛ و تصویر ماشین را ترجیح می‌دهند که خود به خود نشان دهندهٔ وابسته بودن فرد به دنیای خارج و ترجیح دادن زندگی سرد ماشینی بر دنیای انسان هاست.

## نماد رنگها درنقاشی
انتخاب رنگ از نظر روان‌شناسی مفهومی بی چون وچرا دارد، ولی برای تجزیه وتحلیل ونتیجه‌گیری ازان حتماً باید عامل سن کودک رادر نظر داشت.
در حالت کلی دو گروه رنگ وجود دارد: رنگ‌های گرم، رنگ‌های سرد.
رنگ‌های گرم عبارتند از (قرمز، زرد، نارنجی) تحریک‌کننده سبب فعالیت وجنب وجوش، الهام دهندهٔ روشنی و شادی زندگی ومولد حرکتند، در حالی که رنگ‌های سرد (سبز، آبی، بنفش) موجد حالت‌های انفعالی، سکون، بی حرکتی و تلقین‌کنندهٔ غم واندوه هستند. به نظر واسیلی کاندینسکی اگر رنگ زرد دریک شکل هندسی قرار گرفته باشد، وقتی به‌طور مستقیم به آن نگاه شود موجد هیجان، ناراحتی، کوفتگی وبرانگبزانندهٔ حالتی غضبناک می‌شود. اگر تونالیتهٔ این رنگ تشدید شود، ممکن است برای چشم ومغز غیرقابل تحمل باشد. رنگ آبی، بر عکس، انسان را به سوی دقیق شدن در بی‌نهایت سوق می‌دهد واگر هر قدر بیشترروشن باشد، انعکاس موجی خودرابیشتر از دست می‌دهد تا آنجا که به آرامش خاموش رنگ سفید می‌رسد.
به نظر کاندینسکی رنگ سبز مطلق، آرام بخش‌ترین رنگ هاست. این رنگ هیچ انعکاس موجی حاوی شادی و رنج ویا ترس نداردوبه هیچ طرفی در حرکت نیست، بلکه آرام وساکن وراضی از خود است.
- رنگ قرمز، رنگی گرم و منبسط است، بر خلاف رنگ زرد که سبک و سطحی است. قرمز رنگی زنده و در عین حال پر نیرو ومصمم بهنظر می‌رسد.
- رنگ نارنجی، حرکت رنگ زرد و قدرت رنگ قرمز را دارد ورنگی زنده وچابک است.
- بنفش، برعکس، قرمزی است سردشده، یعنی هوسی مهار شده یاانتهای یک رویا، در این رنگ یک احساس درونی غم وتنهایی نهفته است.
- رنگ سفید، که مجوع رنگ هاست، احساسسکوت می‌دهد، زیراهمه چیز در آن محو می‌شود. این رنگ در خود حاوی بی‌نهایت امکانات ورنگی معرف سکوت است، نه مرگ در واقع سفید نماد جوانی و عدمی است قبل از نیست شدن.

به نظر کاندینسکی رنگ سیاه بر عکس نشانگر عدم ونیستی و مانند سکوتی ابدی بدون آینده وامیدی است. بدین معنی که پایان راه یاآن توافقی را می‌نمایاند که در پایان کامل نطق پدید می اید.
تعادل بین سفید وسیاه در اصل رنگ خاکستری است که نه صداونه حرکتی دارد ودارای سکوتی تسلی ناپذیر است که با سکون سبز که از رنگ‌های زنده به وجود آمده تفاوت دارد.